# Кајзерсбах
Кајзерсбах (њем. Kaisersbach) општина је у њемачкој савезној држави Баден-Виртемберг. Једно је од 31 општинског средишта округа Ремс-Мур. Према процјени из 2010. у општини је живјело 2.682 становника. Посједује регионалну шифру (AGS) 8119037.

## Географски и демографски подаци
Кајзерсбах се налази у савезној држави Баден-Виртемберг у округу Ремс-Мур. Општина се налази на надморској висини од 565 метара. Површина општине износи 27,9 km². У самом мјесту је, према процјени из 2010. године, живјело 2.682 становника. Просјечна густина становништва износи 96 становника/km².